# Giulia Beccaria
Pour les articles homonymes, voir Beccaria.
Giulia Beccaria, née le 21 juillet 1762 à Milan, où elle est morte le 7 juillet 1841, est une noble italienne, fille de Cesare Beccaria et mère de l’écrivain Alessandro Manzoni.

## Biographie
Fille du marquis Cesare Beccaria et Teresa de Blasco, une noble sicilienne d’origine espagnole, Giulia a grandi dans un environnement de grand bouillonnement intellectuel propice à la curiosité culturelle. Parmi les amis de sa famille, l’influence de Pietro Verri fut prépondérante, mais elle était également en contact avec une grande partie de l’élite culturelle milanaise allant des professeurs d’université aux penseurs des Lumières. Sortie du collège en 1780, elle est tombée amoureuse, de Giovanni Verri, frère cadet de Pietro Verri et d’Alessandro Verri dont les ressources financières limitées. Elle a sympathisé avec les Lumières et la Révolution française.
Le 20 octobre 1782, âgée de vingt ans, les finances familiales l’ont réduite à épouser un riche gentilhomme de Lecco, Don Pietro Manzoni, plus âgé qu’elle de vingt-six ans, mariage célébré dans l’oratoire domestique de Cesare Beccaria. Cette union sans doute pratique du point de vue économique fut assurément malheureuse sur le plan émotionnel et humain. De cette union est né, en 1785, Alessandro, d’abord confié à une nourrice près de Lecco, puis aux Somasques de Merate et de Lugano. Selon toute vraisemblance, cependant, Alexandre était le fils de Giovanni Verri, reconnu par Manzoni, afin d’éviter le scandale.